# Macaroeris diligens
Macaroeris diligens är en spindelart som först beskrevs av John Blackwall 1867.  Macaroeris diligens ingår i släktet Macaroeris och familjen hoppspindlar. Inga underarter finns listade i Catalogue of Life.